# 1477
1477 је била проста година.